# Slag bij Kortrijk (1918)
De Slag bij Kortrijk (ook gekend als de Tweede Slag om België (Frans: 2ème Bataille de Belgique) of de Slag bij Roeselare (Frans: Bataille de Roulers) was een deel van een reeks offensieven in Frankrijk en België die eind september en oktober 1918 plaatsvonden.

## Achtergrondinformatie
De Groupe d'Armées des Flandres (GAF), bestaande uit twaalf Belgische divisies, tien divisies van het Britse Tweede Leger en zes divisies van het Franse Zesde Leger, onder bevel van koning Albert I van België, met de Franse generaal Jean Degoutte als stafchef, versloeg het Duitse 4e Leger in de Vijfde Slag om Ieper (28 september – 2 oktober). Het breken van de Hindenburglinie die verder naar het zuiden lag, deed de geallieerden een strategie volgen de Duitsers zo lang mogelijk te achtervolgen in hun terugtocht totdat de beweging gestopt werd door de regen 's winters. Door de grote hoeveelheden modder en ook een instorting van het bevoorradingssysteem was de vooruitgang begin oktober gestopt, maar rond midden-oktober was de GAF terug klaar om het offensief te hervatten.

## Gevecht
Het offensief begon op 14 oktober om 5:35 a.m. met een aanval van de GAF vanaf de Leie bij Komen noordwaarts naar Diksmuide . Het Britse artillerie-barrage rukte op met een snelheid van 91 meter per minuut, veel sneller en veel verder dan de snelheid van deze techniek een jaar daarvoor, met de verwachting dat de Duitse infanterie weinig weerstand zou bieden. Tegen de avond hadden de Britse troepen de heuvels die ten zuiden van Wervik, Menen en Wevelgem lagen bereikt; verder naar het noorden veroverden de Britten Moorslede en kwamen ze aan voor Gullegem en Steenbeek . Belgische troepen aan de linkerkant bereikten Izegem, Franse troepen omsingelden Roeselare en nog meer Belgische troepen veroverden Kortemark.
Roeselare gaf zich de volgende dag over en op 16 oktober veroverden de Britten de noordelijke oever van de Leie bij Harelbeke en hadden ze op verschillende plaatsen de rivier al overgestoken. Op 17 oktober waren Torhout, Oostende, Rijsel en Douai heroverd; Brugge en Zeebrugge kwamen op 19 oktober ook in geallieerde handen terecht en de volgende dag werd de grens met Nederland bereikt. De Britse oversteek van de Leie en de herovering van Kortrijk door het Tweede Britse Leger op 19 oktober leidden allebei tot een Duitse terugtocht door het Vijfde Leger, verder richting het zuiden, dat op 18 oktober Lille omsingelde. De volgende dag kwamen de Britten aan in Roubaix en Tourcoing en tegen de avond van 22 oktober hadden de Britten de Schelde bereikt van Valenciennes tot Avelgem.

## Nasleep

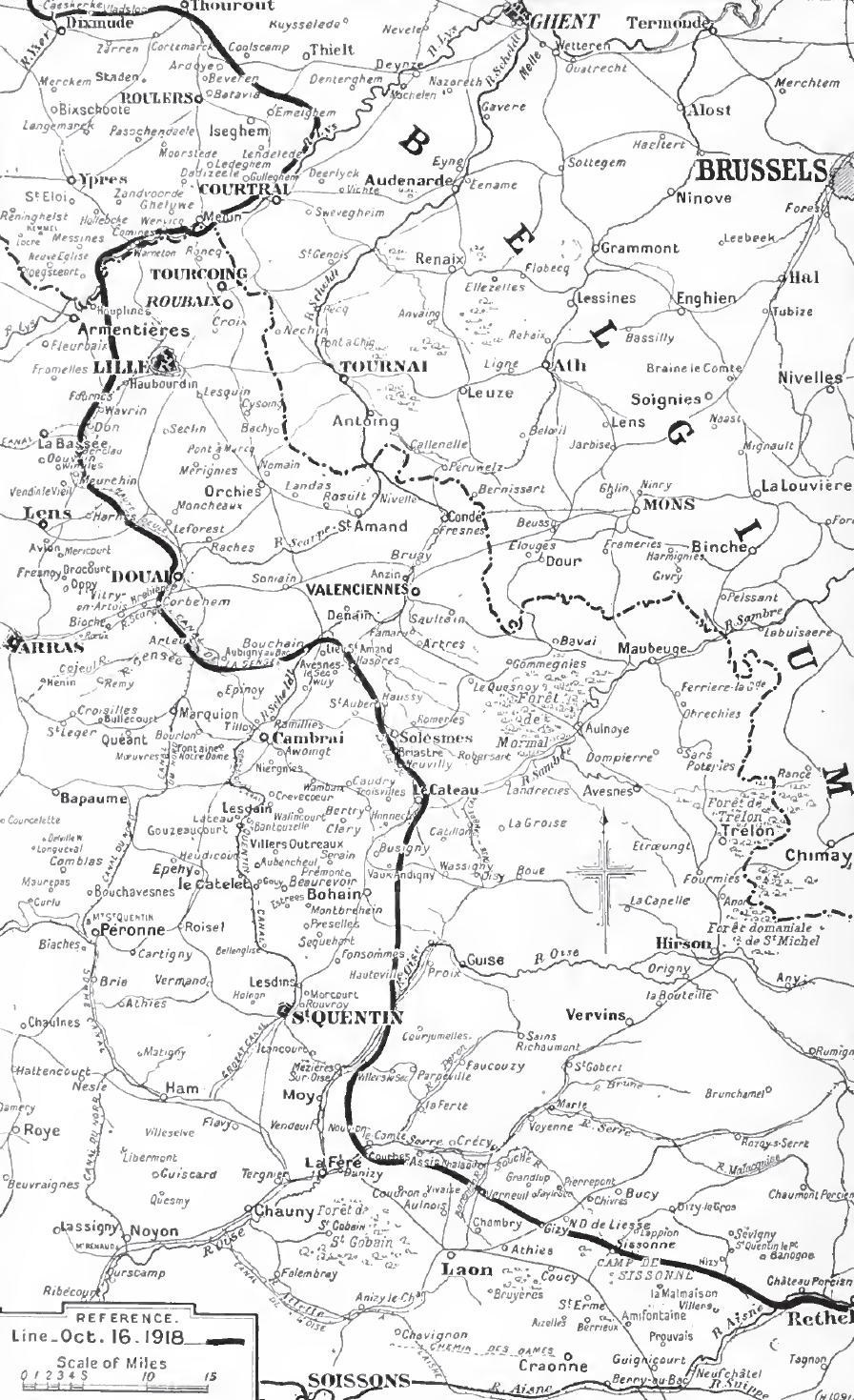
Western Front, 16 oktober 1918

Op 30 oktober al zou de GAF een nieuw offensief lanceren, dat zou worden beëindigd door de wapenstilstand die op 11 november werd ondertekend in Compiègne. Tegen dat de wapenstilstand getekend werd, was het front gemiddeld 45 mijl (72 km) oostwaarts verschoven en liep het van Terneuzen naar Gent, langs de Schelde naar Aat en vandaar naar Saint-Ghislain, waar het zich aansloot bij de posities van de British Expeditionary Force aan de rivier de Somme.